# Miguel Roca Cabanellas
Miguel Roca Cabanellas (Palma de Maiorca, 18 de abril de 1921 — Minglanilla, 8 de janeiro de 1992) foi prelado espanhol da Igreja Católica Romana. Serviu na Diocese de Cartagena, em seu país natal, como bispo coadjutor de 1966 a 1969, quando foi nomeado bispo residente. Em seguida, em 1978, foi elevado a arcebispo de Valência, função que exerceu até sua morte.

## Biografia
Dom Miguel nasceu em Palma de Maiorca, Ilhas Baleares, Espanha, o oitavo de uma família de dez irmãos. Fez os estudos secundários no Colégio Nuestra Señora del Pilar, dos irmãos marianistas, em Madri.
Interrompeu os estudos para ingressar, em 1941, no Seminário Diocesano de Madri. Recebeu a ordenação sacerdotal em 31 de maio de 1947 e, durante dois anos, foi coadjutor de Aranjuez e pároco de Algodor, em Madri.
Em 1949, foi para Roma, Itália, onde obteve o doutorado em Teologia pela Pontifícia Universidade Gregoriana sobre a graça em Miguel Baio em 1956. Foi nomeado reitor da Igreja Nacional Espanhola de Montserrat e Santiago em 1957, e cônego da Basílica de Santa Maria Maior. Durante o Concílio Vaticano II foi perito do episcopado espanhol.
Em 20 de julho de 1966, foi nomeado bispo titular de Tigimma e administrador apostólico "sede plena" da Diocese de Cartagena, devido ao fato de que seu titular, Dom Ramón Sanahuja y Marcé, estava doente. Em 2 de outubro do mesmo ano, recebeu a ordenação episcopal das mãos do núncio apostólico, Dom Antonio Riberi, auxiliado por Dom Juan Ricote Alonso e Dom Maximino Romero de Lema, ambos bispos auxiliares da Arquidiocese de Madri. Tornou-se bispo residente em 22 de abril de 1969.
Durante os doze anos em que governou esta diocese, criou e fortaleceu as estruturas diocesanas, aplicando assim as diretrizes conciliares. Dedicou especial atenção aos sacerdotes e à formação dos seminaristas.
Em 25 de maio de 1978, foi nomeado arcebispo metropolita de Valência pelo Papa Paulo VI. Tomou posse em 29 de junho seguinte. Durante seu mandato, recebeu em Valência, em 8 de novembro de 1982, a visita do Papa João Paulo II.
Celebrou um Sínodo Diocesano, que convocou em 8 de dezembro de 1980. Após uma etapa preparatória, foi aberto em 27 de setembro de 1986 e encerrado em 27 de junho de 1987. O Ano Santo da Redenção (1983-1984) e o Ano Jubilar Mariano (1987-1988) foram celebrados com grande ressonância.
Promoveu o espírito missionário da arquidiocese e visitou os sacerdotes valencianos no Chile, na Argentina, em Cuba, no Zimbábue, em Moçambique e na Índia.
Em outubro de 1981, celebrou suas bodas de prata episcopal em meio à multidão: em 2 de outubro com o presbitério diocesano no Seminário de Moncada e no sábado, dia 6, na catedral. Nesta ocasião, seu magistério episcopal foi resumido em três volumes que incluíam seus escritos pastorais, homilias e cartas.
Foi presidente da Comissão Episcopal Espanhola da Doutrina da Fé (1975-1981) e da Comissão Episcopal Espanhola do Ecumenismo (1981-1984). Fez a visita ad limina apostolorum em 1982, 1986 e 1991.
Faleceu em um acidente de trânsito ao voltar de Madri para Valência pela Rodovia Nacional III, quando passava por Minglanilla, em Cuenca. Seus restos mortais repousam na capela de Santo Tomás de Villanueva da Catedral de Valência.